# تشارلز كينجسلي
تشارلز كينجسلي (بالإنجليزية: Charles Kingsley) ‏(12 يونيو 1819 - 23 يناير 1875) كان قس في كنيسة إنجلترا. وأستاذاً جامعياً ومؤرخاً وروائياً إنجليزياً.

## حياته
ولد تشارلز كينجسلي في هولنى، ديفون والده القس تشارلز كينجسلي وأمه مارى لوكاس كينجسلي شقيقة هنرى كينجسلي كان هو أيضاً روائياً .
أمضى طفولته في كلوفلي، ديفون وبرانك نورثهامبتونشايرNorthamptonshire وتلقى تعليمه في مدرسة متوسطة في هيلستون قبل أن يدرس في كلية الملك لندن King's College London، وجامعة كامبريدج.
دخل تشارلز كلية المجدلية في كمبريدج Magdalene College, Cambridge في 1838، وتخرج في عام 1842.

## أعماله وتأثيره
يظهر اهتمام كينجسلي بالتاريخ في العديد من كتاباته، بما في ذلك كتاب الأبطال (1856) وكتاب الأطفال عن الأساطير اليونانية والعديد من الروايات التاريخية والتي من بينها الأكثر شهرة هيباتيا (1853) وهيوارد ذا ويك (1865) وويستوارد هو! (1855).
كان مؤيّدًا لفكرة التطور إذ كان من أوائل الأشخاص الذين رحبّوا بكتاب تشارلز داروين أصل الأنواع. وكان قد أرسل نسخة مُسبقة من الكتاب في 18 نوفمبر 1859 (قبل أربعة أيام من بدء بيعه) وذكر بأنه «منذ فترة طويلة، كان يراقب عبور الحيوانات والنباتات المدجنة، إذ تعلّم بألا يُصدق فكرة استمرارية الأنواع». أضاف داروين نسخة مُحررة من ملاحظات كينجسلي الختامية إلى الطبعة التالية من كتابه، قائلًا: «كتب لي مؤلف معروف أنه قد تعلّم تدريجيًا بألا يؤمن بفكرة أن الله قد خلق بضعة أنواع أصلية قادرة على التطور الذاتي إلى أشكال أخرى لا داعي لها، بل يذهب للاعتقاد بأن ذلك يتطلَّب عملًا جديدًا لملء الفجوات الناجمة عن قوانينه». عندما تصاعد النزاع القائم على التطور البشري والذي دام لثلاث سنوات، سَخِر كينجسلي من هذا النقاش حول ما يُدعى بـ «السؤال العظيم».
يتجلّى اهتمام كينجسلي بالإصلاح الاجتماعي في كتابه الكلاسيكي أطفال الماء (1863)، الذي يروي قصة منظف مداخن. وقد لاقى هذا الكتاب شعبية كبيرة في القرن العشرين. يذكر الكتاب الأنصار الرئيسيين في النقاش العلمي حول أصل الأنواع. وقد نال الكتاب جائزة لويس كارول عام 1963.
كان كينجسلي شديد الانتقاد للكاثوليكية الرومانية إذ كتب مقالًا سخر فيه من جون هنري نيومان، متهمًا إياه بالكذب والخداع، ما دفع الأخير لكتابة أبولوجيا برو فيتا سوا الذي دافع فيه عن آرائه الدينية. وقد اتُهم كينجسلي بالعنصرية تجاه الفقراء الروم الكاثوليك الإيرلنديين وكتب في رسالة إلى زوجته من إيرلندا عام 1860، «إنني محاصر بالشمبانزي البشري الذين أراهم على امتداد مئات الأميال من هذه البلاد المروعة (إيرلندا)... إن رؤية الشمبانزي الأبيض أمر رهيب؛ فلو كان أسود لم أكن لأراه طوال الوقت، ولكن بشرتهم بيضاء تمامًا مثلنا». كتب كينجسلي أيضًا بعض قصائد الشعر والمقالات السياسية، فضلًا عن العديد من الخطب والمواعظ.
وقد صاغ كينجسلي مصطلح بيتريدومانيا في كتابه غلوكس (أو عجائب الشاطئ) عام 1855. 

## آراؤه العنصرية

### الأنجلو ساكسونية
كان كينجسلي من الأنجلو ساكسونيين وكان يُعتبر من المؤيدين المهمين للإيديولوجية، لا سيما في الأربعينيات من القرن التاسع عشر. اقترح أن الشعب الإنجليزي هو «في الأساس من العرق التيوتوني وأقرباء الألمان والهولنديين بالدم». وقال كينجسلي أيضًا إن هناك «عنصرًا نورديًا قويًا في العرق التيوتوني والأنجلو سكسوني».
بخلطه بين الأساطير الاسكندنافية والمسيحية، خلط أيضًا بين البروتستانتية الحالية والديانة النوردية القديمة، قائلًا إن كنيسة إنجلترا كانت «مجهزة بالكامل لاستقبال أرواح العرق النوردي-ساكسون الحُر». وكان يعتقد أن أجداد الشعوب الأنجلو ساكسونيين والنورديين والجرمانيين قد حاربوا جنبًا إلى جنب مع الإله أودين، وأن الملكية البريطانية في ذلك الوقت كانت تنحدر منه. 

### احتقاره للإيرلنديين
كانت له آراء متشددة ومتعصبة ضد الشعب الإيرلندي. وقد كتب رسالة إلى زوجته من قلعة ماركري عام 1860: «أنا محاصر بالشمبانزي البشري الذين أراهم على امتداد مئات الأميال من هذه البلاد المروعة (إيرلندا)... إن رؤية الشمبانزي الأبيض أمر رهيب؛ فلو كان أسود لم أكن لأراه طوال الوقت، ولكن بشرتهم بيضاء تمامًا مثلنا».

## أعماله
- مأساة قديسة
- ألتون جون لوك، رواية (1849)
- عظات قرية خمسة وعشرين (1849)
- ملابس رخيصة وسيئة (1850)
- الخميرة، رواية (1851)
- فايتون، أو الأفكار المفقودة للمفكرين المفقودين (1852)
- خطب على الموضوعات الوطنية (1 السلسلة، 1852)
- هيباتيا، رواية (1853)
- جلاوكوس، أو عجائب شور (1855)
- خطب على الموضوعات الوطنية (سلسلة 2، 1854)
- الإسكندرية ومدارسها (I854)
- هو غربا! ، رواية (1855)
- خطب لصحيفة (1855)
- أبطال، الحكايات اليونانية (1856)
- قبل عامين، رواية (1857)
- أندروميدا وقصائد أخرى (1858)
- الخبر السار الله، خطب (1859)
- سومريات (1859)
- تطبيق حدود علما دقيقا لتاريخ (المحاضرات الافتتاحية، 1860)
- عظات المدينة والريف (1861)
- خطب على pentateuch (1863)
- أطفال الماء (1863)
- الرومانية والتوتون و(1864)
- ديفيد وعظات أخرى (1866)
- Hereward وويك: "آخر من اللغة الإنجليزية"، رواية (لندن: ماكميلان، 1866)
- النظام القديم (محاضرات في المعهد الملكي، 1867)
- ماء الحياة وعظات أخرى (1867)
- الناسكون (1869)
- كيف سيدتي وسيدة لماذا (1869)
- في العائلة: عيد الميلاد فيالقديسه مأساة، مأساة
- مدينة الجيولوجيا (1872)
- الانضباط وعظات أخرى (1872)
- القصائد الرعوية النثر (1873)
- المسرحيات والمتشددون (1873)
- الصحة والتعليم (1874)
- عظات وستمنستر (1874)
- محاضرات ألقاها في أمريكا (1875)

## وصلات خارجية
- تشارلز كينجسلي على موقع IMDb (الإنجليزية)
- تشارلز كينجسلي على موقع الموسوعة البريطانية (الإنجليزية)
- تشارلز كينجسلي على موقع ميوزك برينز (الإنجليزية)

- تشارلز كينجسلي  على قاعدة بيانات الخيال التأملي على الإنترنت